# 穆兰 (伊勒-维莱讷省)
穆兰（法語：Moulins，法語發音：[mulɛ̃] ⓘ）是法国伊勒-维莱讷省的一个市镇，位于该省东部偏南，属于富热尔-维特雷区。

## 地理
穆兰（48°0'9"N, 1°22'20"W）面积15.21 平方千米，位于法国布列塔尼大區伊勒-维莱讷省，该省份为法国西北部沿海省份，位于布列塔尼半岛东部，北濒大西洋，西接阿摩尔滨海省和莫尔比昂省，南至大西洋卢瓦尔省，西南端接曼恩-卢瓦尔省，东临马耶讷省，东北与芒什省接壤。
与穆兰接壤的市镇（或旧市镇、城区）包括：马尔西耶罗贝尔、拜镇、布瓦特吕当、皮雷-尚塞。

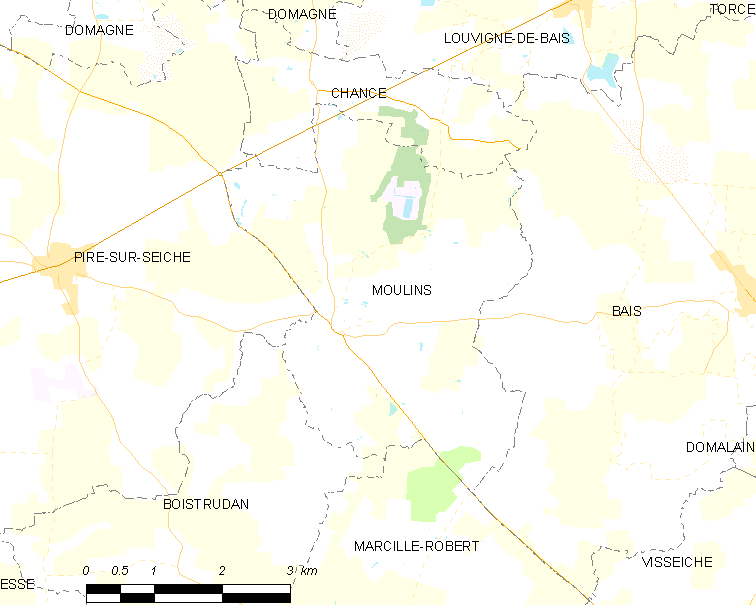
的OSM定位图

穆兰的时区为UTC+01:00、UTC+02:00（夏令时）。

## 行政
穆兰的邮政编码为35680，INSEE市镇编码为35198。

## 政治
穆兰所属的省级选区为布列塔尼地区拉盖尔什县。

## 人口

1962-2008年间人口变化图示

穆兰于2022年1月1日时的人口数量为716人。